# Phyllophaga albina
Phyllophaga albina är en skalbaggsart som beskrevs av Hermann Burmeister 1855. Phyllophaga albina ingår i släktet Phyllophaga och familjen Melolonthidae. Inga underarter finns listade i Catalogue of Life.